# Best Friends, For Never
"Best Friends, For Never" es el segundo episodio de la serie de televisión estadounidense de superhéroes Peacemaker, spin-off de la película de 2021 The Suicide Squad. El episodio fue escrito y dirigido por el creador de la serie James Gunn. Se emitió originalmente en HBO Max el 13 de enero de 2022, junto con "A Whole New Whirled" y "Better Goff Dead".
La serie está ambientada después de los eventos de The Suicide Squad, y sigue a Christopher Smith / Peacemaker, regresando a su casa tras recuperarse de la misión, pero se ve obligado a trabajar con agentes de A.R.G.U.S. en una operación clasificada conocida como "Proyecto Butterfly". Smith también tiene que lidiar con sus demonios personales, incluido sentirse perseguido por los recuerdos de las personas que mató por "paz", así como volver a conectarse con su padre separado. En este episodio, Smith tiene que lidiar con las consecuencias de los eventos en el edificio, mientras que Auggie es enviado a prisión para evitar cualquier evidencia incriminatoria contra Smith.
El episodio recibió elogios positivos de los críticos, quienes elogiaron la escritura, la dirección y el desarrollo del personaje, aunque algunos expresaron críticas por el ritmo.

## Trama
Después del ataque, Smith regresa al apartamento para recuperar sus cosas, contacta a Harcourt para explicarle los hechos y pedir ayuda. Mientras la policía rodea el área, Smith recupera su traje, roba discos de su víctima y también descubre un dispositivo misterioso en el apartamento. Harcourt y Adebayo llegan al área para recuperar a Eagly.
Los detectives Sophie Song y Larry Fitzgibbon ingresan al edificio cuando ven a Smith, lo obligan a esconderse en un apartamento y toma brevemente a una pareja como rehenes. Cuando la policía está a punto de entrar en su apartamento, Smith salta por la ventana a muchos balcones antes de que una fuerza policial lo acorrale. Harcourt llega y usa una pistola tranquilizante para incapacitar a los oficiales, permitiéndoles escapar. Song y Fitzgibbon los persiguen, pero no logran atraparlos.
Economos luego cambia las huellas dactilares de Smith en la escena del crimen con las de Auggie, lo que conduce a una investigación policial y el reproche de Murn por involucrarlo sin el conocimiento de Smith. Mientras el equipo se reúne para planificar su próximo movimiento, Murn descubre que Starphausen atacó a Smith después de que ella leyó el expediente que le dio sobre el senador y lo confronta enojado. Smith decide regresar a su casa rodante, donde se larga a llorar por sus rechazos; en ello lo recibe su compañero anterior, Vigilante. Smith se sincera sobre matar gente por su trabajo y Vigilante lo lleva al bosque para una práctica de tiro, levantando su espíritu. De vuelta en su casa, Smith tiene un encuentro con la mujer que tomó de rehén con Vigilante, contempla y toca el dispositivo y descubre que se convierte en una nave espacial en miniatura.
Para evitar que Smith se entere, Murn hace que Adebayo soborne a la pareja de rehenes para identificar completamente a Auggie como su atacante, lo que lleva a su arresto. En la cárcel, Auggie gana rápidamente una buena reputación entre los reclusos blancos, quienes lo llaman el "Dragón Blanco" mientras lo alaban.

## Producción

### Desarrollo
En julio de 2021, el título del episodio se reveló como "Best Friends, For Never".

### Escritura
Según James Gunn, la revelación de Auggie como el "Dragón Blanco" fue recibida con algunas reacciones mixtas por parte de los ejecutivos de HBO Max, considerándola "una situación delicada". Eventualmente, HBO Max le permitió ir según lo planeado con la historia. Gunn estaba interesado en explorar el concepto de supremacía blanca y explicó: "Creo que es algo real en nuestro mundo y poder presentarlo en una fábula es importante para nosotros".
La secuencia en la que Adrian Chase ayuda a Peacemaker a levantar su espíritu llevándolo a una práctica de tiro se inspiró en parte en la infancia de Gunn. Explicó: "Explotamos muchas cosas. Encendimos muchas cosas. Disparamos armas. Nos lanzamos fuegos artificiales el uno al otro. Solíamos comenzar con los cohetes de botella y luego sacamos los cohetes de botella más grandes. Uno de nosotros estaría ardiendo y gritando, y luego todos los demás se estarían riendo. Y entonces alguien apagaría el fuego y también se echaría a reír. Y luego tendríamos que ir a casa con nuestras madres y explicarles estas cosas. Así que esa fue puramente mi representación de superhéroe de lo que hice cuando era niño en los bosques de Missouri".

### Casting
En diciembre de 2020, Annie Chang y Lochlyn Munro se unieron a la serie para volver a interpretar a los detectives Sophie Song y Larry Fitzgibbon, y el episodio marcó su debut en la serie.

## Recepción de la crítica
"Best Friends, For Never" recibió críticas positivas de los críticos. Samantha Nelson de IGN le dio al estreno de tres episodios una calificación "excelente" de 8 sobre 10 y escribió en su veredicto: "Peacemaker no está tan claramente escrito como The Boys de Amazon, pero James Gunn apunta al mismo tipo de subversivo espectáculo de superhéroes, que utiliza la violencia excesiva y el humor mordaz para deconstruir las fallas del género. El estreno de tres episodios ofrece un ridículo derribo del vigilantismo al tiempo que insinúa tramas más grandes y oscuras por venir".
Jarrod Jones de The AV Club le dio al estreno de tres episodios una calificación de "A-" y escribió: "Peacemaker es una baraja apilada de locura temible y hay mucho que aceptar en estos primeros tres episodios. Es vulgar, violento, propenso a la no secuencia y tiene más de una secuencia de baile reservada para ti. Pero no te atrevas a dejar que su incesante bombardeo de blasfemias, desnudez y matanza te engañe para que pienses lo contrario: Peacemaker de James Gunn viene con, entre otras cosas, un corazón palpitante".
Alan Sepinwall de Rolling Stone le dio al estreno de tres episodios una calificación de 4 estrellas sobre 5 y escribió: "Entre la sangre y las tripas, las bufonadas, la sátira política y las digresiones musicales, están sucediendo muchas cosas aquí. Sin embargo, la serie funciona como un estudio de carácter sincero de su héroe imperfecto, y las almas desafortunadas que tienen que trabajar junto a él, lo suficiente como para que la broma nunca se acabe. Incluso en un mercado tremendamente sobresaturado de historias de hombres y mujeres hipermusculares que se abren camino hacia la justicia, Peacemaker se destaca. Querrás probarlo, incluso las partes que tienen un sabor increíblemente malo". Alec Bojalad de Den of Geek le dio al estreno de tres episodios una calificación de 4 estrellas sobre 5 y escribió: "En última instancia, Peacemaker es otra victoria para el panorama televisivo de DC Comics repentinamente sorprendentemente competitivo".